# شركة توليد الكهرباء التركية
شركة توليد الكهرباء التركية (بالتركية: Elektrik Üretim A.Ş.)‏ ؛ ( EÜAŞ ) هي أكبر شركة للطاقة الكهربائية في تركيا . وهي مملوكة للحكومة التركية، وتنتج الكهرباء وتتاجر بها في جميع أنحاء البلاد.

## روابط خارجية
- "EÜAŞ" مقالة مراقبة الطاقة العالمية
- "TETAŞ" مقالة مراقبة الطاقة العالمية